# 伊予親王の変
伊予親王の変（いよしんのうのへん）は、大同2年（807年）に起こった政変。藤原吉子・伊予親王母子が処罰され2人は自殺したが、後に無罪が認められた。

## 経緯
桓武天皇の第三皇子である伊予親王は父桓武の生前深い寵愛を受けていた一方、外伯父（母吉子の兄）の藤原雄友は大納言として右大臣・藤原内麻呂に次ぐ台閣の次席の位置にあり、政治的にも有力な地位にあった。実際に、平城朝においても、大同元年（806年）から中務卿兼大宰帥を務めて、皇族の重鎮となっていた。兄の平城天皇とも良好な関係を保っており、大同2年（807年）5月には、神泉苑に行幸した平城天皇に対して献物を行い、終日宴会にも参加している。
ところが、同年10月に藤原宗成が伊予親王に謀反を勧めているという情報を藤原雄友が察知し、これを右大臣・藤原内麻呂に報告する。一方、伊予親王も宗成に唆された経緯を平城天皇に報告する。そこで朝廷が宗成を尋問した所、宗成は伊予親王こそ謀反の首謀者だと自白した。この自白を聞いた平城天皇は激怒し、左近衛中将・安倍兄雄と左兵衛督・巨勢野足に命じて、藤原吉子・伊予親王母子を捕縛し川原寺に幽閉した。二人は身の潔白を主張したが聞き入れられず、11月12日にそろって毒を飲んで心中したという。

## 処置
この事件で藤原宗成は流刑となり、伊予親王の外戚にあたる藤原雄友も連座して伊予国へ流罪に処された。また、この事件のあおりを受けて中納言・藤原乙叡が解任された。この事件により大官が2人も罰せられた藤原南家の勢力が大幅に後退した。また、縁戚にあたる橘氏も連座している。　
なお、宗成は藤原仲成・薬子兄妹に唆されたともいわれているが、詳細は不明。但し、この事件以降平城天皇と仲成・薬子との結びつきはさらに強固なものとなったらしく、尚侍であった薬子の昇進を考慮して、事件の直後に尚侍の官位相当が従五位から従三位に引き上げられた。
事件の3年後に発生した薬子の変で、藤原仲成は処刑されている。
弘仁14年（823年）に藤原吉子・伊予親王母子の無罪が認められて復号・復位が行われ、墓は山陵とされた。
貞観5年（863年）、平安京の神泉苑において無実の罪で殺された人々の魂を慰める御霊会が開催され、藤原吉子・伊予親王母子と母子を追い落としたとされる藤原仲成が共に慰霊の対象とされている。西本昌弘は、仲成は藤原吉子・伊予親王母子を陥れた罪では有罪とされたものの、妹の薬子のように国政を乱したとまでは認定されなかったために、処刑は不当に重い刑罰であると判断されたと推測している。

## 変で処罰された人物
| 家系     | 氏名                   | 官位                   | 処罰内容         |
| -------- | ---------------------- | ---------------------- | ---------------- |
| 皇室     | 伊予親王               | 三品・中務卿           | 幽閉のち自殺     |
| 皇室     | 継枝王                 |                        | 流罪             |
| 皇室     | 高枝王                 |                        | 流罪             |
| 皇室     | 伊予親王の娘（名不明） |                        | 流罪             |
| 皇室     | 中臣王                 | 侍従                   | 獄死             |
| 皇室     | 雄宗王                 | 伊予親王家人           | 安芸国へ流罪     |
| 藤原南家 | 藤原吉子               | 桓武天皇夫人・従三位   | 幽閉のち自殺     |
| 藤原南家 | 藤原雄友               | 正三位・大納言         | 伊予国へ流罪     |
| 藤原南家 | 藤原友人               | 従五位下・播磨介       | 下野守へ左遷     |
| 藤原南家 | 藤原乙叡               | 従三位・中納言         | 中納言を解任     |
| 藤原北家 | 藤原宗成               | 蔭子                   | 流罪             |
| 橘氏     | 橘安麻呂               | 従四位下・播磨守       | 播磨守を解任     |
| 橘氏     | 橘永継                 | 内舎人                 | 内舎人を解任？   |
| 橘氏     | 橘百枝                 | 内舎人                 | 常陸員外掾に左遷 |
| 秋篠氏   | 秋篠安人               | 従四位上・北陸道観察使 | 造西寺長官に左遷 |

## 研究
伊予親王の変については、嵯峨天皇が薬子の変に際し、藤原仲成の糾弾した大同5年9月10日の詔に「虚詐のことで先帝の親王と夫人を凌侮した」（『日本後紀』）と記されており、これを伊予親王と母・藤原吉子の話と解釈されて、仲成を事件の首謀者とする見方がある。一方で、この詔の記述は仲成に追われた女性（仲成の妻の叔母）を匿った佐味親王の邸に仲成が押し入った事件（当時、親王の生母である多治比真宗が同居していた）を指すため、仲成首謀者説の根拠にはならないとする見方もある。更に早くに臣籍降下した長岡岡成を除けば、平城天皇（安殿親王）の次の親王にあたる伊予親王に皇位継承権があったか否かについても意見が分かれており、前者を取る研究者の間では皇位継承争いの結果として親王が排除されたとする理解もある。
大同5年9月10日の詔を根拠に藤原仲成首謀説を唱えたのは川上多助とされる。大塚徳郎は藤原北家・南家・式家の間の権力抗争に原因を求めて式家の仲成が南家と同家を外戚とする伊予親王を排除するために起こしたとする。目崎徳衛は仲成首謀説を採りつつも、背景として北家の内麻呂と南家の雄友の対立や派手な性格の伊予親王と緊縮政策を採る平城天皇の対立があったとする。阿部猛は大同5年9月10日の詔は伊予親王の件ではなく佐味親王の件であると指摘した上で、仲成個人が首謀者ではなく北家・式家による南家および橘氏排斥の陰謀とする。北山茂夫は皇位継承の有力者であった伊予親王の排除と捉え、この事件に関わった仲成と妹の薬子が平城天皇の信任を得たとする。佐伯有清は仲成を首謀者として、平城天皇やその側近と対立する南家・橘氏を排除する目的で行われたとしつつ、橘氏（橘嘉智子）を妃としていた皇太弟神野親王（嵯峨天皇）とその周辺への牽制へもあったとする。笹山晴生は平城天皇と伊予親王の対立は桓武天皇の在世時からのもので、天皇の激情的な性格故に親王は悲惨な最期を遂げたとする。藤田奈緒は神野親王の皇太弟としての地位を安定させることと藤原北家による南家・橘氏排斥を目的とした事件とする。櫻木潤は平城天皇と神野親王・伊予親王の対立があり、平城天皇が神野親王の排除に失敗したため、標的を伊予親王に変更したとする。西本昌弘は藤原仲成が有力な皇位継承候補者であった伊予親王を追い落としたものとし、また桓武朝の重臣であった藤原継縄と藤原是公の遺児が排除の対象になっていることにも注目する。春名宏昭は皇位継承から排除された伊予親王と外戚の藤原雄友が平城朝における閉塞感、現状に対する不満、将来に対する不安を募らせいき、そのことに気付いた平城天皇が親王を排除に動いたとする。虎尾達哉は伊予親王が皇太弟・神野親王を脅かす存在となっており、神野親王の後見人であった藤原内麻呂が仲成に命じて親王を排除させ、平城天皇もこれを容認したとする。神谷正昌は平城天皇が将来的な自己の子孫への皇位継承への脅威となる伊予親王を排除したとする。安田政彦は神野親王が皇太弟に立った時点で伊予親王は皇位継承候補者から消えたものの依然として諸親王の中で最年長者である事実に注目し、親王の派手な性格（見方によっては奢侈な性格）が、財政再建のために倹約や改革を進める平城天皇の政治方針と衝突することになったとする（実際に事件後に伊予親王の存在が障害になって実施できなかった有品親王への月料停止を行っている）。
大まかな流れで行くと首謀者は藤原仲成説・藤原内麻呂説・平城天皇説に分かれ（ただし、内麻呂や平城天皇が首謀者であったとしても藤原仲成がその命令を受けて事件に関与していた可能性はある）、背景としては皇位継承問題（事件当時の伊予親王が皇位継承の候補者であったかどうかについては意見が分かれる）、藤原氏内部の争い（北家・南家・式家）、平城天皇と伊予親王の性格的あるいは政策的な対立の存在が考えられているが、現時点では結論が出ていない。